# Volker Winkler
Pour les articles homonymes, voir Winkler.

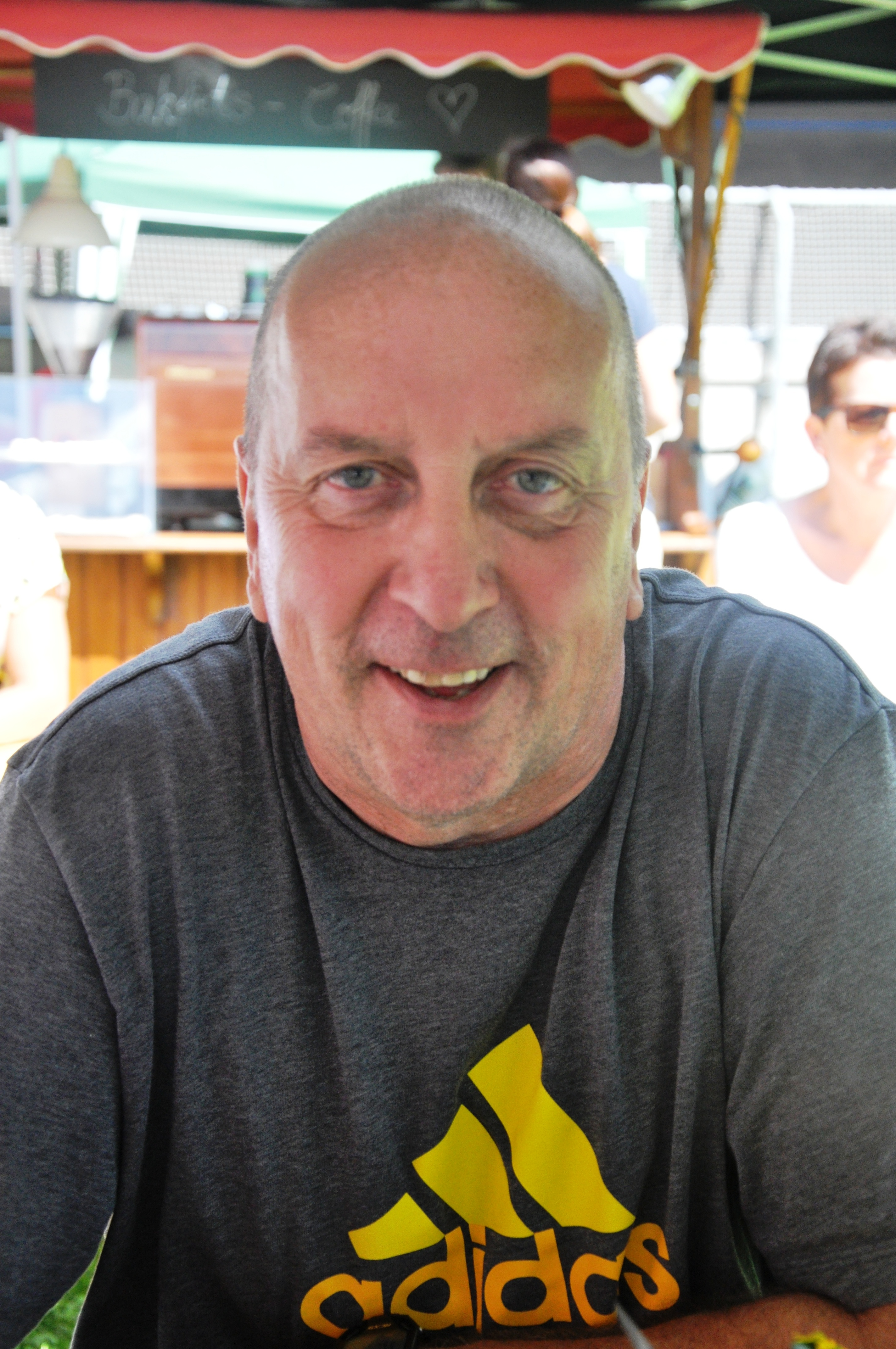
Volker Winkler en 2016.

Volker Winkler (né le 20 juillet 1957 à Mersebourg) est un coureur cycliste de l'ancienne RDA. Coureur sur piste, il est un des champions du monde les plus titrés avec quatre victoires consécutives de 1977 à 1981 au championnat du monde de poursuite par équipes. Avec une médaille d'argent, obtenue aux Jeux olympiques d'été. de Moscou et une médaille de bronze en poursuite par équipes, il est un bon pourvoyeur de médailles pour son pays, la RDA, dont les dirigeants veulent croire que les victoires sportives  de ses citoyens assurent la légitimité de leur pouvoir. 
Membre du club régional le SC Cottbus, Volker Winkler ne parvient pas à vaincre avec celui-ci les grosses équipes de Berlin ou de Karl-Marx-Stadt (Chemnitz), dans le championnat de RDA du contre-la-montre par équipes. Le meilleur classement obtenu est la 2e place en 1976.

## Palmarès sur piste

### Jeux olympiques
- Moscou 1980
  -  Vice-champion olympique de poursuite par équipes (avec Uwe Unterwalder, Gerald Mortag et Matthias Wiegand)

### Championnats du monde juniors et amateurs
- 1975
  -  Médaillé de bronze de poursuite par équipes juniors
- San Cristóbal 1977
  -  Champion du monde de poursuite par équipes amateurs (avec Norbert Dürpisch, Gerald Mortag et Matthias Wiegand)
- Munich 1978
  -  Champion du monde de poursuite par équipes amateurs (avec Gerald Mortag, Uwe Unterwalder et Matthias Wiegand)
- Amsterdam 1979
  -  Champion du monde de poursuite par équipes amateurs (avec Gerald Mortag, Axel Grosser et Lutz Haueisen)
- Brno 1981
  -  Champion du monde de poursuite par équipes amateurs (avec Detlef Macha, Bernd Dittert et Axel Grosser)
- Leicester 1982
  -  Médaillé de bronze de poursuite par équipes amateurs

### Jeux de l'Amitié
- 1984
  -  Médaillé d'or de poursuite par équipes (avec Bernd Dittert, Mario Hernig et Carsten Wolf)

### Championnats nationaux
- 1976
  - 2e du championnat de RDA du contre-la-montre par équipes
- 1978
  -  Champion de RDA d'hiver de course aux points
  - 2e du championnat de RDA de poursuite
  - 3e du championnat de RDA de poursuite par équipes
- 1979
  -  Champion de RDA de poursuite
  -  Champion de RDA d'hiver de poursuite
- 1980
  -  Champion de RDA de l'américaine
  -  Champion de RDA d'hiver de course aux points
- 1981
  -  Champion de RDA d'hiver de poursuite
  -  Champion de RDA d'hiver de course aux points
- 1983
  - 2e du championnat de RDA de course aux points
  - 3e du championnat de RDA de poursuite par équipes
- 1984
  -  Champion de RDA d'hiver de course aux points

## Palmarès sur route
- 1975
  -  Médaillé de bronze au championnat du monde du contre-la-montre par équipes juniors